# Fateh-110

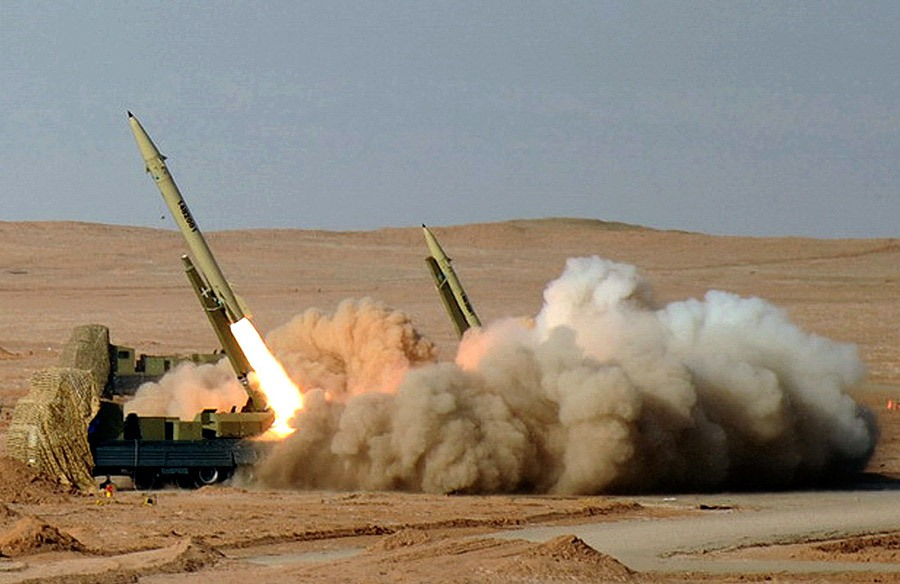
Missili Fateh-110 lanciati durante un'esercitazione

Il missile balistico Fateh-110, è un missile SRBM (terra-terra) a singolo stadio a propellente solido, con una gittata di almeno 200 km, che viene prodotto autonomamente dall'industria bellica dell'Iran, includendo anche il propellente.

## Produzione
La Iran Aviation Industries Organization dell'Iran è in grado di produrre molti tipi di propellente liquido e solido. L'Iran ha sperimentato in volo con successo la versione finale del Fateh-110 nel settembre del 2002. Poche settimane dopo, nel settembre del 2002, la "Aerospace Industries Organization" apriva un centro per avviare la produzione in massa del Fateh-110.

## Caratteristiche
Dei tre set di alette del missile, soltanto le frontali sono mobili.
La gittata iniziale del missile era di 200 km, ma nel settembre del 2004 venne annunciato che era stata estesa a 250 km, e che in futuro sarebbe stata aumentata ancora di più, se necessario. Alcuni analisti dichiarano che il missile Fateh-110A possa essere basato sul progetto del missile cinese DF-11A, che ha un raggio di circa 300 a 400 km ed è capace di trasportare testate nucleari.

## Utilizzatori
- Iran, Hezbollah[1]